# Prototype 2
Prototype 2 este un joc video open world de acțiune, dezvoltat de către Radical Entertainment și publicat de Activision. A fost lansat pe console la data de 24 aprilie 2012. Este al doilea joc din serie, după Prototype.
Protagonistul jocului este James Heller, un fost soldat care încearcă să distrugă virusul Blacklight, din cauza căruia au murit soția și fiica sa. El dorește se răzbune pe Alex Mercer, personajul principal din jocul precedent și conducătorul echipei de oameni de știință responsabilă de crearea virusului. Pentru a-i adăuga mai multe puteri, developerii au inclus așa-numitele „tendrils” (tentacule), care sunt incorporate în brațele lui Heller.

## Coloana sonoră
| Muzica din Prototype 2 |                       |         |  |
| Nr.                    | Titlu                 | Lungime |  |
| 1.                     | „Resurrection”        | 3:14    |  |
| 2.                     | „Project Long Shadow” | 2:38    |  |
| 3.                     | „The Lab Rat”         | 3:25    |  |
| 4.                     | „Operation Flytrap”   | 3:09    |  |
| 5.                     | „Feeding Time”        | 2:57    |  |
| 6.                     | „Salvation”           | 4:50    |  |
| 7.                     | „Natural Selection”   | 3:34    |  |
| 8.                     | „The White Light”     | 3:07    |  |
| 9.                     | „Taking The Castle”   | 4:20    |  |
| 10.                    | „A Maze Of Blood”     | 3:03    |  |
| 11.                    | „A Stranger Among Us” | 4:01    |  |
| 12.                    | „A Nest Of Vipers”    | 2:47    |  |
| 13.                    | „Fly In The Ointment” | 3:12    |  |
| 14.                    | „Burned From Memory”  | 3:27    |  |
| 15.                    | „A Labor Of Love”     | 2:48    |  |
| 16.                    | „Murder Your Maker”   | 5:25    |  |